# Ontherus bridgesi
Ontherus bridgesi är en skalbaggsart som beskrevs av Waterhouse 1891. Ontherus bridgesi ingår i släktet Ontherus och familjen bladhorningar. Inga underarter finns listade i Catalogue of Life.